# Roger Abravanel
Roger Abravanel (Tripoli, 27 luglio 1946) è un saggista italiano.

## Biografia
Nasce in Libia nel 1946, da famiglia ebraica che emigra in Italia nel 1963.
Nel 1968 si laurea in ingegneria chimica al Politecnico di Milano, vincendo il premio di "più giovane ingegnere d'Italia". Nella stessa università, fino al 1970, svolge l'attività di ricercatore presso l'Istituto di Fisica tecnica. In seguito ha conseguito un Master in Business Administration (MBA) presso la scuola di gestione d'impresa Institut européen d'administration des affaires (INSEAD).
Abravanel ha poi lavorato per la società di consulenza McKinsey & Company, diventando principale nel 1979 e direttore nel 1984. Terminata l'esperienza in McKinsey nel 2006, ha operato nel settore del private equity, svolgendo attività di advisor per Wanaka, fondo di venture capital israeliano. Partecipa, inoltre, ai consigli di amministrazione di Luxottica Group S.p.A., Banca Nazionale del Lavoro S.p.A., Teva Pharmaceutical Industries Ltd e dell'Istituto Italiano di Tecnologia.
È presidente dell'Insead Council italiano e nel 2010 è stato selezionato tra i “50 Alumni who changed the world”, in occasione del cinquantenario della fondazione dell'INSEAD.

## Attività editoriale
Dal 2008 Roger Abravanel svolge attività di editorialista per il Corriere della Sera.
Ha contribuito al dibattito pubblico sul tema della meritocrazia, in particolare grazie al libro Meritocrazia. Quattro proposte concrete per valorizzare il talento e rendere il nostro paese più ricco e più giusto, edito da Garzanti nel 2008  e divenuto un best seller.
Il 15 luglio 2010, insieme al Ministro dell'istruzione, dell'università e della ricerca Mariastella Gelmini presenta il progetto denominato "Piano nazionale per la qualità e il merito" che prevede, per l'anno scolastico 2010/2011, la valutazione degli studenti delle scuole medie italiane e la qualità dell'insegnamento. Nel 2011 il Governo Berlusconi vara la “Fondazione per il merito” e promuove la legge per aumentare il numero di donne nei CDA delle società quotate, proposte entrambe contenute nel saggio.
Nel 2010 ha pubblicato il suo secondo saggio, Regole. Perché tutti gli italiani devono sviluppare quelle giuste e rispettarle per rilanciare il paese, con cinque proposte per il miglioramento della capacità competitiva dell'Italia.
Nel 2021 ha pubblicato "Aristocrazia 2.0. Una nuova élite per salvare l'Italia", un saggio edito da Solferino, dove spiega che Meritocrazia e Istruzione sono le uniche due chiavi per arrestare il declino dell'Italia.

## Opere
- Le alleanze strategiche come via alla globalizzazione, Milano, SEME, 1990.
- Privatizzare per liberalizzare. Una nuova politica industriale per rilanciare la competitività del sistema Italia oltre le privatizzazioni, Milano, Il Sole 24 Ore Periodici, 1993.
- Scelte coraggiose per sviluppare un'economia di servizi, con Yoram Gutgeld, Roma, Sipi, 2006. ISBN 88-7153-033-0.
- Meritocrazia. Quattro proposte concrete per valorizzare il talento e rendere il nostro paese più ricco e più giusto, Milano, Garzanti, 2008. ISBN 978-88-11-74080-3.
- Regole. Perché tutti gli italiani devono sviluppare quelle giuste e rispettarle per rilanciare il paese, con Luca D'Agnese, Milano, Garzanti, 2010. ISBN 978-88-11-60113-5.
- Italia, cresci o esci! Meritocrazia e regole per dare un futuro ai giovani, con Luca D'Agnese, Milano, Garzanti, 2012. ISBN 978-88-11-60162-3.
- La ricreazione è finita. Scegliere la scuola, trovare il lavoro, con Luca D'Agnese, Milano, Rizzoli, 2015. ISBN 978-88-17-07571-8.
- Aristocrazia 2.0. Una nuova élite per salvare l’Italia, Solferino, 2021. ISBN 978-8828201656.